# 富士ヒデオ

## 来歴
本名は、土井博三。1962年、15歳の時に龍美プロ社長の相澤秀禎（元・サンミュージック会長）の（龍美プロメインタレント：松島アキラ）にスカウトされ、当初は田代久勝とウエスタンキャラバンで今川盛揮（後の芸名：西郷輝彦）と二人でバンドボーイ兼前座歌手として活動した。松島アキラコンサートツアーなどにも同行。今川盛揮が抜けた際には、代わりに秋元稔夫がバンドボーイ兼前座歌手として参加した。龍美プロ解散後東京第一プロダクションへ今川及び秋元と一緒に移籍した。移籍を機に秋元稔夫とクール・キャッツに加入した。
クール・キャッツ解散後1986年コマーシャル音楽制作会社「株式会社クール・キャッツ」を設立し、プロデューサー兼ディレクターとしてCMソング年間300曲以上の音楽を制作した。

## 主なコマーシャル
出典はクール・キャッツウェブサイト。
- 全薬工業「ジキニン」「コザック」「ドックマン」シリーズ
- サンヨー食品「サッポロ一番」「カップスター」シリーズ
- エバラ食品「焼肉のたれ」シリーズ
- JR貨物シリーズ
- JR東海
- 信用組合
- クラシエフーズ
- オートバックス
- 三基商事
- 森永乳業
- 小糸製作所